# Ecce Puer
Ecce Puer is een compositie van Vladimír Godár uit 1997.
De compositie, een klaagzang over sterfelijkheid, is geschreven voor vrouwenstem, twee violen, altviool, contrabas, harp, chitarrone en klavecimbel. Het is een toonzetting van 6 minuten van het gedicht 'Ecce Puer' van James Joyce (zie onder). De stijl van Godárs muziek zit ook hier in de buurt van Alan Hovhaness, Arvo Pärt en Gavin Bryars; rustige, langzame en bijna sacrale muziek.
James Joyce had het gedicht geschreven toen vlak na de geboorte van zijn kleinkind Stephen Joyce zijn vader John Joyce overleed.

## Ecce Puer
Of the dark past
A child was born;
With joy and grief
My heart is torn.
Calm in his cradle
The living lies.
May love and mercy
Unclose his eyes!
Young life is breathed
On the glass;
The world that was not
Comes to pass.
A child is sleeping:
An old man gone.
O, father forsaken,
Forgive your son!

## Bron en discografie
- Uitgave ECM Records nr. 1985.